# 勒卡鄉
44°26′N 25°02′E / 44.433°N 25.033°E
勒卡鄉（羅馬尼亞語：Comuna Râca, Argeș），是羅馬尼亞的鄉份，位於該國中南部，由阿爾傑什縣負責管轄，面積43平方公里，海拔高度167米，2007年人口1,425，人口密度每平方公里33人。